# Dolenja vas, Zagorje ob Savi
Dolenja vas este o localitate din comuna Zagorje ob Savi, Slovenia, cu o populație de 436 de locuitori.